# Tashui (köping i Kina, lat 31,46, long 104,42)
Tashui (kinesiska: 塔水镇, 塔水) är en köping i Kina. Den ligger i provinsen Sichuan, i den sydvästra delen av landet, omkring 95 kilometer norr om provinshuvudstaden Chengdu. Antalet invånare är 36 618. Befolkningen består av 18 411 kvinnor och 18 207 män. Barn under 15 år utgör 17,0 %, vuxna 15-64 år 69 %, och äldre över 65 år 13,0 %.
Genomsnittlig årsnederbörd är 1 200 millimeter. Den regnigaste månaden är juli, med i genomsnitt 346 mm nederbörd, och den torraste är december, med 5 mm nederbörd.